# Diecezja Sorsogon

Flaga diecezji

Diecezja Sorsogon, diecezja rzymskokatolicka na Filipinach. Powstała w 1951 z terenu archidiecezji Caceres.

## Lista biskupów
- Teopisto V. Alberto † (1952 - 1959)
- Arnulfo S. Arcilla † (1959 - 1979)
- Jesus Varela † (1980 - 2003)
- Arturo Bastes, SVD (2003 - 2019)
- Jose Alan Dialogo (od 2019)